# Neohaematopinus echinatus
Neohaematopinus echinatus är en insektsart som först beskrevs av Neumann 1909.  Neohaematopinus echinatus ingår i släktet Neohaematopinus och familjen ledlöss. Inga underarter finns listade i Catalogue of Life.